# Ферт, Роберт
Роберт Эдвин Ферт  (англ. Robert Edwin Firth; 20 февраля 1887, Шелдон, Уэст-Мидлендс — неизвестно) — английский футболист и тренер, играл на позиции правого вингера.

## Карьера
Роберт Ферт выступал за клубы «Бирмингем Корпорейшн Транспорт», «Голдерс Грин», «Бирмингем», «Веллингтон Таун», «Ноттингем Форест», «Порт Вейл» и «Саутенд Юнайтед». За «Порт Вейл» Фёрт играл с 1921 по 1922 год, проведя 39 матчей и забив 5 голов. С этим клубом Фёрт победил в розыгрыше Кубка Госпиталя Северного Стаффордшира в 1922 году.
После завершения карьеры игрока Ферт стал тренером, работая с такими клубами, как «Реал Мадрид» и «Расинг» из Сантандера.

## Достижения

### Как игрок
- Обладатель Кубка Госпиталя Северного Стаффордшира: 1922

### Как тренер
- Чемпион Испании: 1933